# Gustave de Woelmont
Gustave Antoine Florimond François Ghislain de Woelmont (Gors-Opleeuw, 27 juni 1828 - Brussel, 11 juni 1914) was een Belgisch volksvertegenwoordiger, senator en burgemeester.

## Biografie

### Familie
Gustave de Woelmont was een zoon van Alphonse de Woelmont d'Opleeuw, lid van de Provinciale Staten van Limburg, burgemeester van Gors-Opleeuw, lid van het Nationaal Congres, volksvertegenwoordiger en provincieraadslid van Limburg, en Ghislaine Christyn de Ribaucourt (1801-1851). De vader van Alphonse, Frédéric de Woelmont (1769-1829), verkreeg in 1816 adelserkenning met de baronstitel voor hem en al zijn nakomelingen. Hij was een kleinzoon van Philippe Christyn de Ribaucourt.
Hij trouwde in 1861 in Seneffe met Hélène Daminet (1841-1883), dochter van Adolphe Daminet, industrieel en burgemeester van Seneffe, en kleindochter van baron Alexandre Daminet en graaf Charles-Albert van der Burch. Ze kregen drie zoons en zeven dochters, van wie slechts een voor een paar nakomelingen zorgden.
- Marie de Woelmont (1862-1908), trouwde in 1883 in Brussel met baron Charles de Tornaco (1847-1912), kamerheer van koning Willem III der Nederlanden en lid van de Kamer van Afgevaardigden van Luxemburg, zoon van baron Victor de Tornaco, premier van Luxemburg. Ze kregen twee zoons en vier dochters, met afstammelingen tot heden. Twee dochters trouwden met zonen van graaf Charles de Broqueville, premier van België.
- Théodore de Woelmont (1863-1938), trouwde in 1888 in Eigenbilzen met Marguerite de Lamberts-Cortenbach (1863-1945), kleindochter van baron Werner de Lamberts-Cortenbach. Ze kregen twee zoons en een dochter, met afstammelingen tot heden.
- Joséphine de Woelmont (1866-1907), trouwde in 1889 in Brussel met baron Edgard van der Gracht d'Eeghem (1861-1923), inspecteur-generaal bij het ministerie van Economische Zaken en arrondissementscommissaris van Roeselare-Tielt, zoon van Albéric van der Gracht d'Eeghem, burgemeester van Egem. Ze kregen een dochter, maar zonder nakomelingen.

De Woelmont was een schoonbroer van graaf Albert de Briey, diplomaat en volksvertegenwoordiger.

### Loopbaan
De Woelmont was provincieraadslid van Limburg (1858-1864) en burgemeester van Gors-Opleeuw (1858-1895).
Op een buitengewone verkiezing op 29 oktober 1864 werd hij verkozen tot katholiek volksvertegenwoordiger voor het arrondissement Tongeren, ter opvolging van de overleden Guillaume Herman de Borchgrave d'Altena. In 1868 werd hij verkozen tot senator voor hetzelfde arrondissement en vervulde dit mandaat tot in 1882.